# Asellus Borealis
Asellus Borealis (γ Cnc / γ Cancri / 43 Cancri) è una stella situata nella costellazione del Cancro avente magnitudine apparente +4,67. L'origine del nome è correlata all'ammasso aperto M44, denominato Il Presepe, in virtù della posizione della stella nella costellazione (la parola Asellus significa "asino" nella lingua latina). A differenza di Asellus Borealis, che si trova all'estremo nord della costellazione, la stella Asellus Australis (δ Cancri) si trova nell'estremo meridionale.
Situata a 158 anni luce dal Sistema Solare, Asellus Borealis è catalogata come una gigante bianca di tipo spettrale A1 IV..
La temperatura superficiale, stimata a partire dal suo tipo spettrale, è di circa 9400 K mentre la sua luminosità è equivalente a 29 soli, ed il suo raggio è il doppio del Sole.
Dai parametri luminosità e raggio è possibile stimare la sua massa, circa 2,3 volte di quella solare.
Il mescolamento dei gas dovuto alla sua rapida rotazione (79 km/s) comporta una composizione chimica normale che la esclude dal gruppo di stelle peculiari.
Asellus Borealis possiede due compagne visuali rispettivamente a 1 e 2 minuti d'arco.
La seconda, denominata Gamma Cancri B, è una stella doppia.
Ciononostante, nessuna delle due è influenzata dalla gravità di Asellus Borealis, perché si trovano semplicemente sulla stessa linea visuale